# José Luis Lizundia

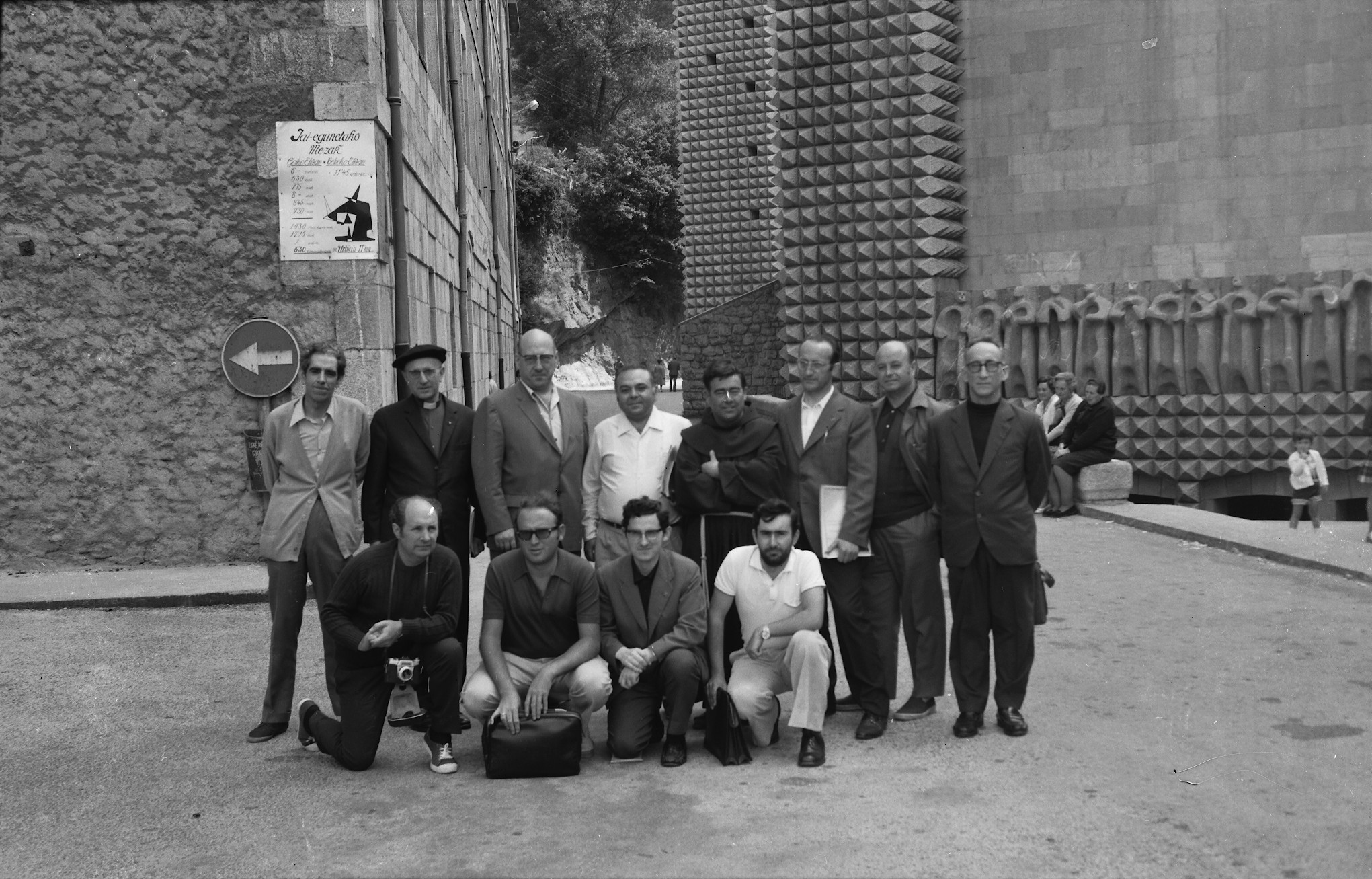
Miembros de Euskaltzaindia reunidos en el santuario de Arantzazu en 1972. Arriba de izquierda a derecha: Koldo Mitxelena, Iratzeder, Jean Haritxelhar, Alfonso Irigoien, Luis Villasante, José María Satrustegi, Patxi Altuna e Imanol Berriatua. Debajo: Juan San Martín, Jose Luis Lizundia, Joseba Intxausti y Xabier Kintana.

José Luis Lizundia Askondo (Pamplona, 9 de abril de 1938) es un escritor, profesor y político español, desde 2013, académico emérito de la Real Academia de la Lengua Vasca. Ha utilizado diversos seudónimos en sus obras como J. L. L., Etxenagusi, Garai'ko I y D. Amaitermin.

## Biografía
Aunque cursó estudios de comercio y ha sido técnico de administración local, es un intelectual autodidacta que se incorporó a la Euskaltzaindia en 1966 junto a otros, como Ibon Sarasola y Ramón Saizarbitoria, al tiempo que desarrollaba una intensa labor de difusión del euskera en Vizcaya. Empezó a trabajar en la Academia en 1966, y fue elegido académico de la misma en 2003, en sustitución del fallecido José María Satrustegi. Es, además, un prolífico articulista en varios medios de comunicación, como Deia, La Gaceta del Norte, Punto y Hora de Euskal Herria o El País. Fue miembro de Euskadiko Ezkerra, formación con la que fue elegido diputado en el Parlamento Vasco (1980), donde participó activamente en la Ley Básica de Normalización del Euskera.